# Ružiná
Ružiná (ungarisch Rózsaszállás – bis 1907 Rózsalehota) ist eine Gemeinde im Süden der Slowakei mit 828 Einwohnern (Stand 31. Dezember 2024). Sie gehört zum Okres Lučenec, einem Kreis des Banskobystrický kraj, und ist zugleich Teil der traditionellen Landschaft Novohrad.

## Geographie

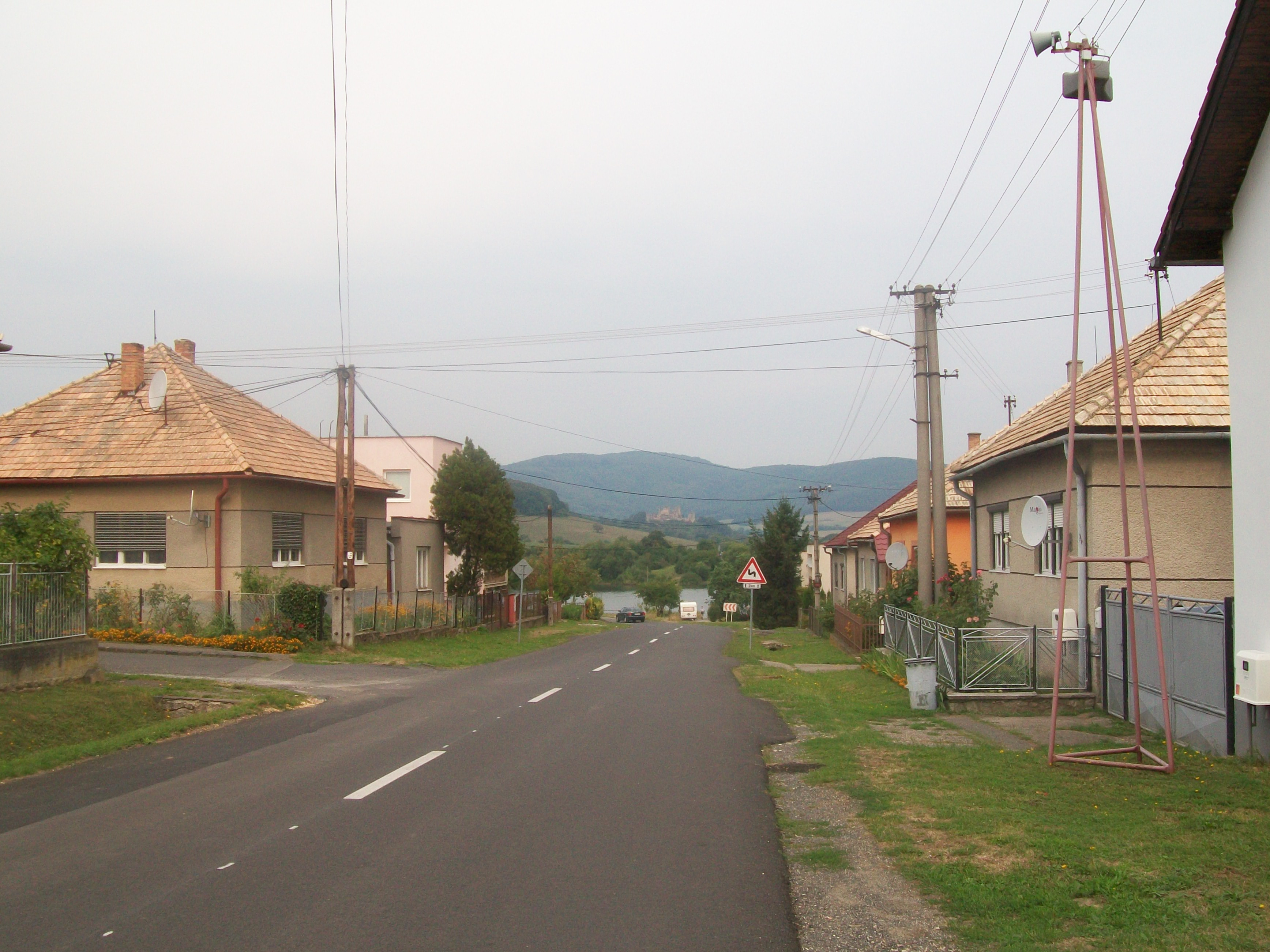
Hauptstraße des Ortes, der Stausee ist im Hintergrund erkennbar

Die Gemeinde befindet sich im Nordwestteil des Beckens Lučenská kotlina (Teil des Südslowakischen Talkessels) am Zusammenfluss der Bäche Teplica und Drieňovec. Nördlich des Ortes erstreckt sich der für den regionalen Ferienverkehr bedeutende Stausee Ružiná, während südlich sich der Berg Sedem chotárov (602 m n.m.) erhebt. Das Ortszentrum liegt auf einer Höhe von 268 m n.m. und ist 19 Kilometer von Lučenec entfernt.
Nachbargemeinden sind Divín im Norden, Lovinobaňa im Osten, kurz Stará Halič im Süden und Tuhár im Westen.

## Geschichte

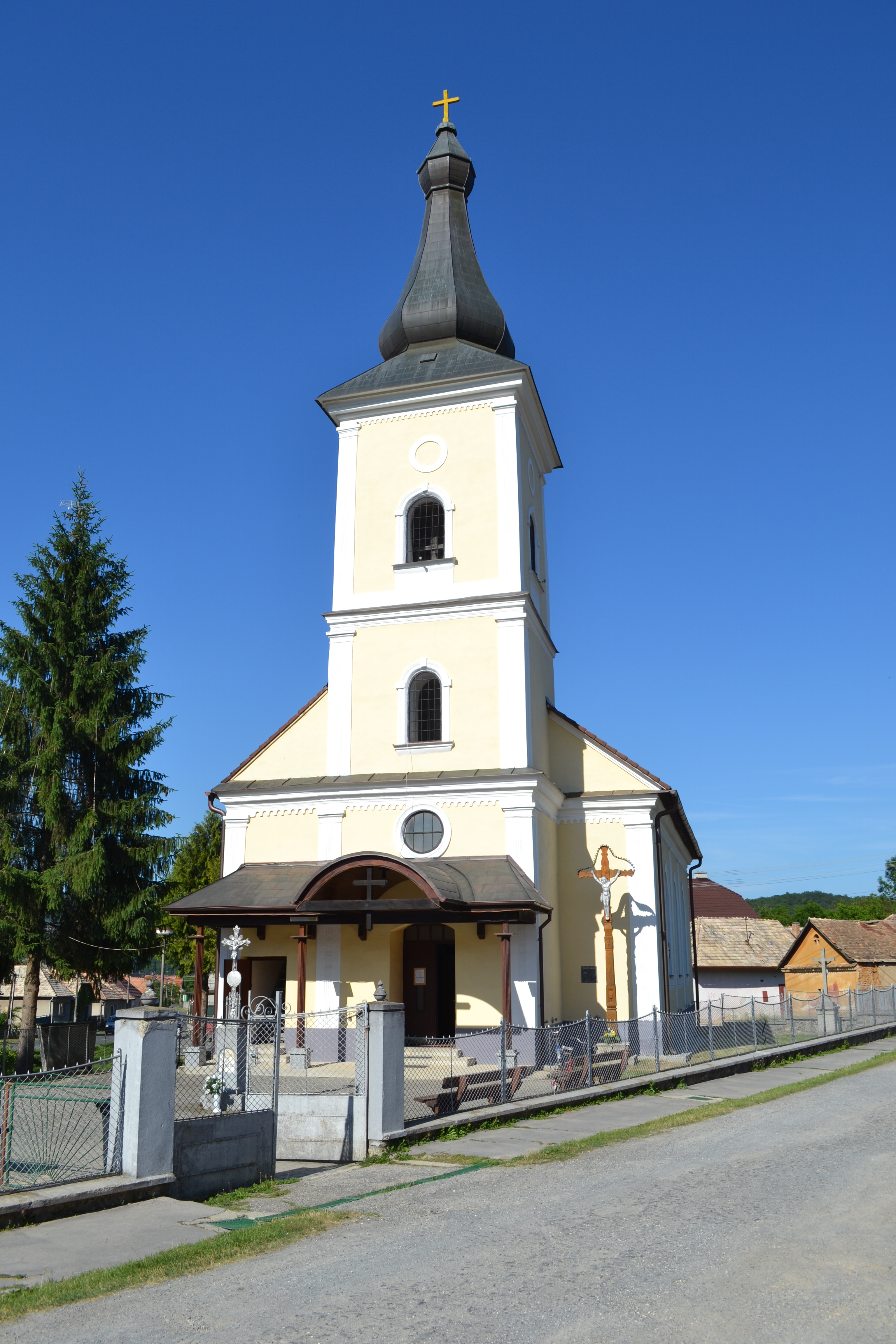
Kirche

Der Ort entstand im 14. Jahrhundert während der Kolonisierung des Herrschaftsgebietes der Burg Divín, wurde aber erst 1499 als Rosalehotha schriftlich erwähnt. Der Name soll sich von bis heute hier vorkommenden Wildrosen ableiten. 1828 zählte man 55 Häuser und 420 Einwohner, die in der Landwirtschaft, als Hirten sowie im örtlichen Kalkofen beschäftigt waren. Ende des 19. Jahrhunderts begann man mit dem Magnesitabbau, der bis in die 1950er Jahre bestand.
Bis 1918/1919 gehörte der im Komitat Neograd liegende Ort zum Königreich Ungarn und kam danach zur Tschechoslowakei beziehungsweise heute Slowakei.

## Bevölkerung
| Jahr                | 1994 | 2004    | 2014    | 2024    |
| ------------------- | ---- | ------- | ------- | ------- |
| Anzahl der Personen | 834  | 856     | 865     | 828     |
| Unterschied         |      | +2,63 % | +1,05 % | −4,27 % |

| Jahr                | 2023 | 2024    |
| ------------------- | ---- | ------- |
| Anzahl der Personen | 836  | 828     |
| Unterschied         |      | −0,95 % |

Gemäß der Volkszählung 2011 wohnten in Ružiná 870 Einwohner, davon 795 Slowaken, neun Roma und jeweils ein Magyare, Mährer und Tscheche. 68 Einwohner machten keine Angabe. 720 Einwohner bekannten sich zur römisch-katholischen Kirche, 21 Einwohner zur evangelischen Kirche A. B., zwei Einwohner zur evangelisch-methodistischen Kirche und jeweils ein Einwohner zu den Siebenten-Tags-Adventisten, zu den Zeugen Jehovas sowie zur griechisch-katholischen Kirche; ein Einwohner bekannte sich zu einer anderen Konfession. 55 Einwohner waren konfessionslos und bei 67 Einwohnern wurde die Konfession nicht ermittelt.

## Bauwerke
- römisch-katholische Franziskuskirche im Barockstil aus dem Jahr 1755